# Mogotxa
Mogotxa - Могоча (rus) és una ciutat del krai de Zabaikàlie, a Rússia. Es troba a la confluència dels rius Mogotxa i Amazar, a 462 km al nord-est de Txità i a 4.966 km de Moscou.

## Història
Mogotxa es creà el 1910. La major part de la població, originària de la part europea de l'Imperi Rus (després Unió Soviètica), vingué a treballar per a la construcció de la línia ferroviària del Transsiberià o a les mines d'or a partir dels anys 1930. El 1938 aconseguí ja l'estatus de possiólok (poble) i el 1950 el de ciutat.
A causa de les dificultats econòmiques, un terç de la població ha abandonat la ciutat en els darrers anys. Dels 17.847 habitants que hi havia el 1989 han passat a ser només 13.382 el 2002.